# 케빈 람
케빈 람(Kevin Rahm, 1971년 1월 7일 ~ )은 미국의 배우이다.

## 출연 작품
- 클리니컬 (2016)
- 리썰 웨폰 (2016)
- 나이트 크롤러 (2014)
- 루트 30 (2007)
- 모하비 폰 부스 (2006)
- 나를 책임져, 알피 (2004)
- 조안 오브 아카디아 (2003)
- 인트리피드 (2000)
- CSI 라스베가스 시즌1 (2000)
- 저징 에이미 (1999)
- 클레이 피전스 (1998)
- 죽음의 발송자 유나바머 (1996)